# Reacció de Favorski
La reacció de Favorski és l'atac nucleòfil d'un acetilur sobre un grup carbonil. De fet, aquesta reordenació s'observa quan les α-halogenocetones reaccionen amb bases d'alcòxid (RO-) i formen àcids i èsters carboxílics.
La reacció va ser descoberta a principis del segle xx pel químic rus Aleksei Ievgràfovitx Favorski.
Quan es catalitza amb àcid, aquesta reacció s'anomena rearranjament de Meyer-Schuster.

## Mecanisme de reacció i abast
Un acetilur metàl·lic es forma in situ quan un alquí es tracta amb bases fortes, com ara un hidròxid o un alcòxid:
1. HC≡CH + KOH  HC≡CK + H₂O
2. RR'C=O + HC≡CK  RR'C(OK)C≡CH

L'acetilur metàl·lic reacciona amb un aldehid o cetona per formar un alcohol propargílic. Quan un α-hidrogen està present (com és el cas quan el carbonil és un aldehid), es tautomeritza a la corresponent enona.
Els substrats aplicables que sofreixen una reacció de Favorski són limitats quan es compara amb la reacció convencional, ja que l'ús d'un excés de base d'hidròxid introdueix la condensació aldòlica com una reacció lateral més competent. Atès que els enolats no reaccionen amb acetilè, la reacció sovint pot ser un substitut pobre de la reacció convencional, especialment quan s'utilitza la reacció en aldehids. Les reaccions reeixides amb els aldehids sovint requereixen dissolvents especials, com el DMSO o l'1,2-dimetoxietà amb una traça d'etanol. Addicionalment, el LiOH no aconsegueix formar l'adducte necessari amb els alquins per iniciar la reacció.
Les bases hidròxides són barates pel que fa a la generació d'un alcòxid o acetilè amb reactius com el liti, sodi o el potassi. A més, les condicions de reacció estrictes utilitzades per la majoria d'alternatives, com ara l'exclusió de la humitat i l'oxigen atmosfèric, són menys importants, facilitant la reacció.

## Protecció del grup
Aquesta reacció s'utilitza per protegir els alquins: l'alquí es converteix amb acetona en 2-hidroxiprop-2-il-alquí o un alquí protegit es pot sintetitzar directament utilitzant el comercialment disponible 2-metil-3-butin-2-ol com una font d'alquins. El grup protector es pot eliminar escalfant el compost en una solució d'hidròxid de potassi en propan-2-ol (una reacció retro-Favorski).